# Cultura Livre (programa de televisão)
Cultura Livre é um programa musical exibido semanalmente pela TV Cultura, apresentado por Roberta Martinelli. O programa foca em artistas do circuito musical alternativo contemporâneo, que normalmente não possuem espaço na programação regular da TV Aberta. O programa é transmitido em seu canal oficial no YouTube simultaneamente à exibição na TV, com os vídeos ficando disponíveis na íntegra logo em seguida, com faixa adicional gravada exclusivamente para a internet.
O programa atualmente está em sua 15ª temporada.

## História
Em 2009, Roberta Martinelli estreou o programa Cultura Livre na Rádio Cultura Brasil, com artistas convidados realizando apresentações ao vivo e interagindo com o público via redes sociais. Em 2011, estreia sua versão televisiva na TV Cultura, inicialmente com duração de 15 minutos e exibição diária, com uma proposta inovadora, sendo o primeiro programa da televisão brasileira a ser gravado utilizado câmeras de telefones celulares. A partir de 2012 o programa passa a ser semanal, com 30 minutos de duração, sendo ampliado, em temporadas futuras, para 60 minutos.

## Recepção

### Prêmios
| Ano  | Prêmio      | Categoria                     | Indicação     | Resultado | Ref.  |
| ---- | ----------- | ----------------------------- | ------------- | --------- | ----- |
| 2014 | Troféu APCA | Melhor Programa de Variedades | Cultura Livre | Indicado  | [ 3 ] |

## Controvérsias
- Em 2016, durante a 6ª temporada, o cantor paraense Jaloo foi convidado a participar do programa. Após a exibição, o cantor reclamou nas redes sociais quanto à mixagem de suas músicas, dizendo que sua sonoridade é essencialmente eletrônica e a TV Cultura não valorizou as batidas eletrônicas na mixagem. Os vídeos do programa com sua participação foram retirados do canal do programa no YouTube a pedido da produção do cantor.[4]
- Durante a 7ª temporada, em 2017, a TV Cultura foi acusada de censurar a música Liga nas de Cem, da banda Aláfia, performada no encerramento de sua participação no programa[5]. A faixa em questão faz críticas a João Dória, então prefeito da cidade de São Paulo, e a Geraldo Alckmin, governador do estado de São Paulo. A apresentadora Roberta Martinelli afirmou não ter conhecimento prévio da edição, posicionando-se contra a prática. A TV Cultura confirmou a edição.

## Ligações Externas
- Cultura Livre no YouTube
- Site oficial
- “O Seu Charmoso Radinho de Pilha em High Definition”: Um estudo de caso do conteúdo transmídia e participação dos fãs no Cultura Livre